# Metodie al II-lea al Constantinopolului
Metodie al II-lea (în greacă Μεθόδιος Β΄, transliterat: Methodios 2; n. secolul al XII-lea – d. 1240, Constantinopol, Imperiul Latin de Constantinopol) a fost un cleric ortodox bizantin, care a îndeplinit funcția de patriarh ecumenic al Constantinopolului (aflat în exil la Niceea din cauza Cruciadei a patra) timp de trei luni în 1240, când a murit. I-a succedat patriarhului Gherman al II-lea.

## Biografie
Există puține informații despre el. A fost anterior egumen al Mănăstirii „Sf. Iachint”⁠(ru)[traduceți] (Μονής Υακίνθου) din Niceea. Patriarhul Gherman al II-lea (1222–1240) a murit în iunie 1240 și, înainte de moartea sa, l-a recomandat ca succesor pe Nichifor Blemmidus. Cu toate acestea, împăratul bizantin Ioan al III-lea (1222–1254) al Imperiului de la Niceea a susținut candidatura lui Metodie, pe care l-a considerat a fi mai ascultător.
Este autorul probabil al unei lucrări intitulate De Revelatione, care îi este atribuită și lui Metodius din Olympus. El a scris o altă lucrare, Acnigmata, în ritm iambic.
Metodie a fost ales patriarh în anul 1240, dar a murit subit la trei luni după înscăunare, în septembrie 1240. Scurta sa perioadă de păstorire nu i-a oferit ocazia să aducă o contribuție semnificativă. A fost înmormântat în Mănăstirea „Sfântul Iachint” din Niceea.
Alegerea unui nou patriarh a fost amânată până în 1243, întrucât împăratul Ioan al III-lea (1222–1254) a încercat să-și găsească un ierarh loial și a ezitat un timp. În cele din urmă, el l-a sprijinit pe mitropolitul Manuil al Efesului.